# Colțan

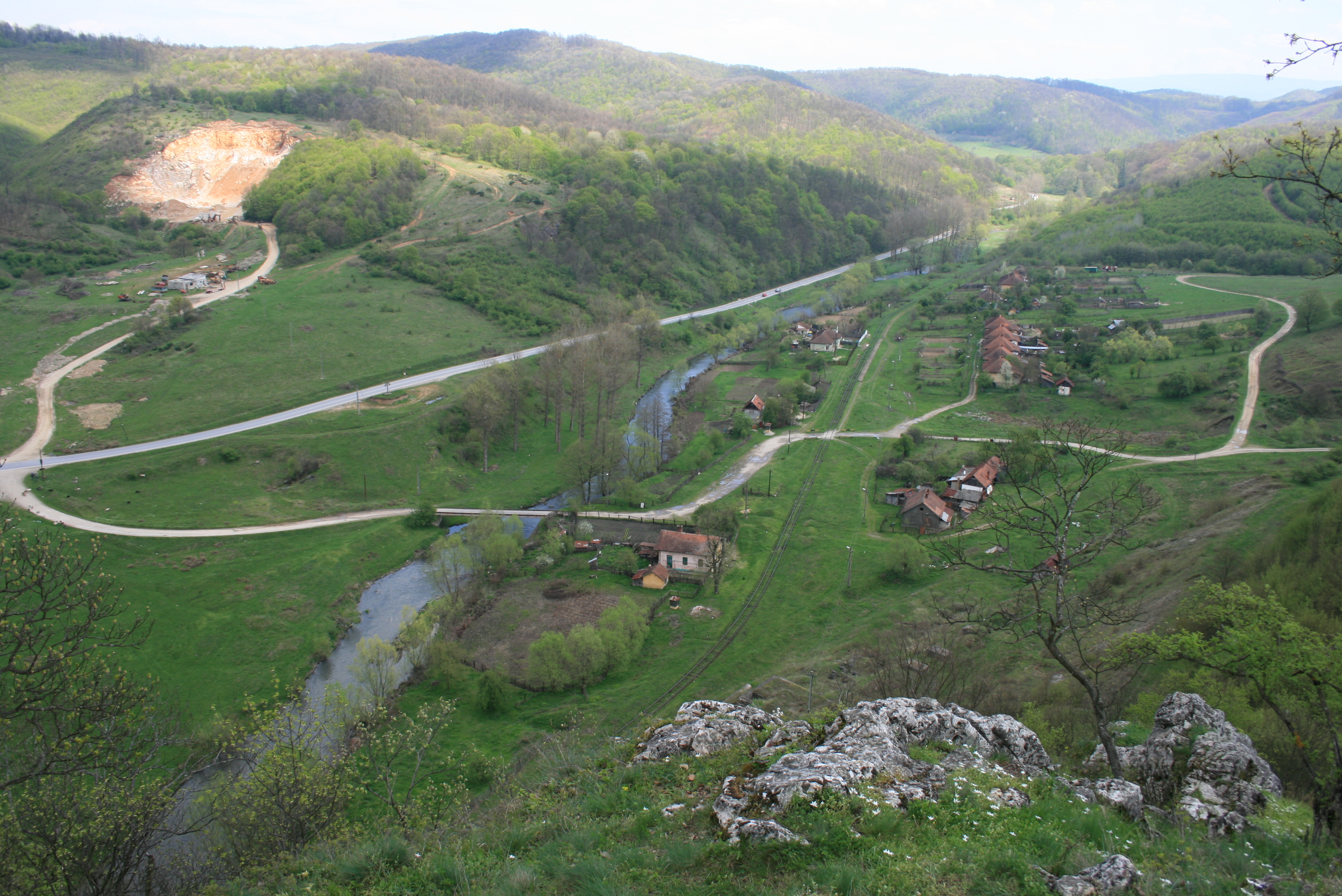
Vedere peste sat

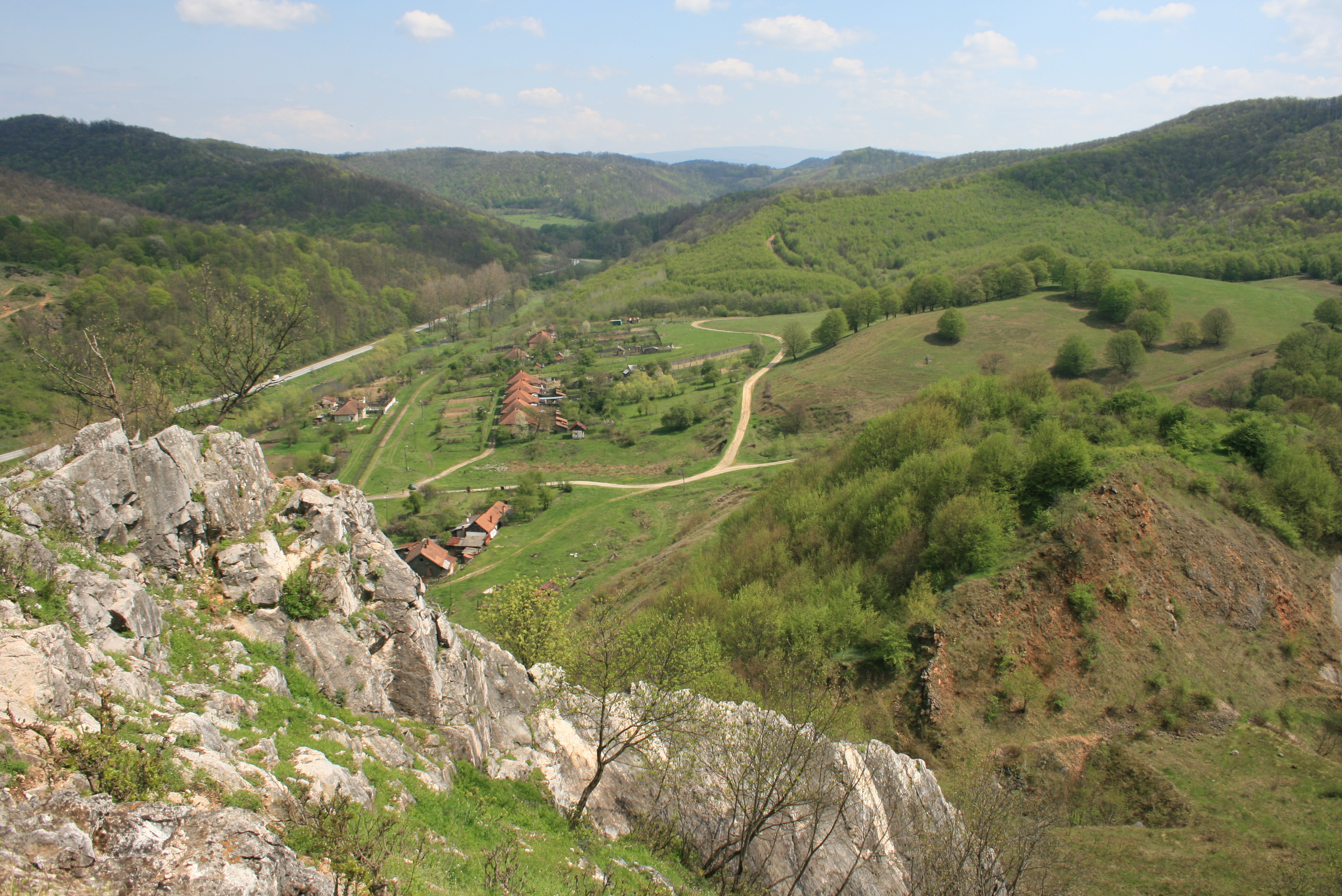
Vedere de pe stâncă

Colțan (în maghiară Kolczän) este un cătun dispărut din județul Caraș-Severin, situat pe drumul dintre Bocșa și Câlnic, pe malul râului Bârzava. Este administrat și aparține de Orașul Bocșa, Primăria considerându-l cartier. Cătunul s-a format datorită unei fabrici de var, care se afla în acel loc, iar muncitorii și-au construit case în apropierea acesteia. În prezent, fabrica nu mai funcționează, iar în Colțan nu au rămas decât casele foștilor muncitori.